# Emi Kavabata
Emi Kavabata (japonsko 川端 絵美), japonska alpska smučarka, * 13. februar 1970, Saporo, Japonska.
Nastopila je na treh olimpijskih igrah, najboljšo uvrstitev je dosegla leta 1992 z enajstim mestom v smuku, še dvakrat se je uvrstila v prvo petnajsterico. V treh nastopih na svetovnih prvenstvih je najboljšo uvrstitev dosegla leta 1989 s petim mestom v smuku, med deseterico se je uvrstila še leta 1991 z osmim mestom v kombinaciji. V svetovnem pokalu je tekmovala štiri sezone med letoma 1991 in 1994 ter dosegla eno uvrstitev na stopničke v smuku. V skupnem seštevku svetovnega pokala je bila najvišje na 58. mestu leta 1992, ko je bila tudi deveta v kombinacijskem seštevku.